# Kathryn Treder
Pas d'image ? Cliquez ici

a Compétitions nationales et continentales officielles uniquement.

b Matchs officiels uniquement.
Kathryn Treder, née le 17 mars 1996 à Anchorage (États-Unis), est une joueuse internationale américaine de rugby à XV évoluant au poste de talonneur. Elle joue en Angleterre, au Loughborough Lightning.

## Biographie
Kathryn Treder naît à Anchorage en Alaska le 17 mars 1996,. Elle est d'ascendance inupiaq, un des peuples autochtones d'Amérique du Nord. Elle pratique l'athlétisme et la lutte, dont elle est devient championne d'Alaska scolaire. Elle découvre le rugby à XV à l'université Stanford, complètement par hasard.
Elle devient internationale américaine en 2019 contre le Canada. Jusqu'en 2022, elle joue au Beantown RFC (en) à Boston. Elle est retenue en septembre 2022 pour disputer la Coupe du monde en Nouvelle-Zélande. Elle s'engage ensuite avec le club anglais de Darlington Mowden Park (en). 
En 2023, elle est sélectionnée pour disputer la première édition du WXV en Afrique du Sud, dont elle joue les trois rencontres. Juste avant la compétition, elle a signé avec le Loughborough Lightning.
Elle dispute la Pacific Four Series 2024 qui voit les Eagles battre les Wallaroos, match au cours duquel elle marque un essai, et résultat qui les qualifie pour le WXV 1. De retour à Loughborough, elle termine la saison deuxième marqueuse de la Premiership avec onze essais inscrits en treize matchs.